# Pracze Odrzańskie

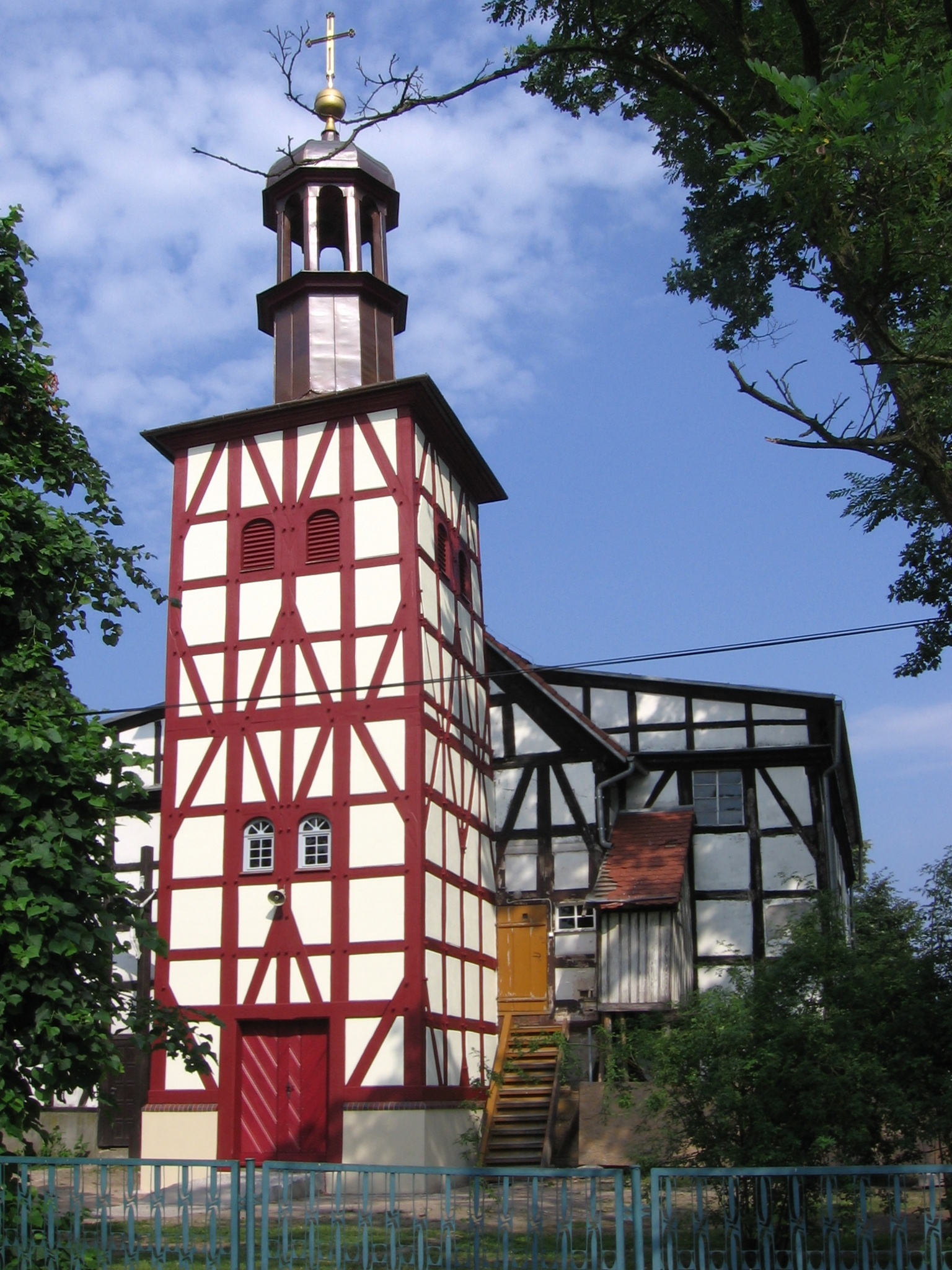
Kirche St. Anna (2006)

Pracze Odrzańskie (deutsch Herrnprotsch auch Protsch a. d. Oder) ist ein Ortsteil von Breslau im Stadtteil Fabryczna und gehört seit 1928 zur Stadt Breslau. Er liegt 12 km nordwestlich vom Stadtzentrum links an der Oder.

## Geschichte
Die Ersterwähnung erfolgte 1318 als „Protsch“ und 1360 als „Procz“. Besitzer war seit 1542 der Breslauer Bürger Hans Colmann, der das Gut mit dem Sandberg gekauft hatte und 1552 dem Hospital Heilig-Geist in Breslau schenkte. Nach dem Ersten Schlesischen Krieg fiel Herrnprotsch mit dem größten Teil Schlesiens 1741/42 an Preußen. 1845 zählte das Dorf 84 Häuser, ein Schloss, ein Vorwerk, 527 Einwohner (92 katholisch und der Rest evangelisch), eine evangelische Pfarrkirche unter dem Patronat des Breslauer Magistrates, katholische Kirche zu Stabelwitz (Parochie Lissa), drei Brennereien, eine Ziegelei und drei Händler. Zur Gemeinde gehörte das Vorwerk Johannisberg und die Freistelle Sandberg nebst Kretscham. Die ehemals eigenständige Gemeinde gehörte zum Landkreis Breslau. 1928 erfolgte die Eingemeindung nach Breslau. Als Folge des Zweiten Weltkriegs fiel es mit dem größten Teil Schlesiens 1945 an Polen. Nachfolgend wurde es durch die polnische Administration in Pracze Odrzańskie umbenannt. Die deutschen Einwohner wurden, soweit sie nicht schon vorher geflohen waren, vertrieben. Die neu angesiedelten Bewohner stammten teilweise aus Ostpolen, das an die Sowjetunion gefallen war.

## Sehenswürdigkeiten
- Die katholische Pfarrkirche St. Anna wurde von 1644 bis 1648 als evangelische Fachwerkkirche errichtet und 1666 von den Katholiken enteignet. Die Pfarrei soll auf eine Gründung des Jahres 1383 zurückgehen. Dabei wurde Herrnprotsch und Peiskerwitz von der Pfarrei Lissa getrennt. 1550 erfolgte ein Neubau. Wenig später wurde sie evangelisch. Nachdem sie 1643 niederbrannte, begann von 1644 bis 1648 der Wiederaufbau der heutigen Fachwerkkirche. Im Rahmen der Altranstädter Konvention von 1707 durch den Exekutionsrezess von 1709 erfolgte die Rückgabe an die evangelische Gemeinde, sie gehört damit zu den sogenannten Rezesskirchen in Schlesien. Die Kirche diente früher neben Domslau, Riemberg und Schwoitsch als eines der vier Landes- oder Kuratialkirchen von Breslau. Zur evangelischen Parochie Herrnprotsch waren im 19. Jahrhundert gepfarrt: Herrnprotsch mit Sandberg, Peiskerwitz. Gastgemeinden waren: Marschwitz, Klein-Masselwitz, Schreibersdorf, Stabelwitz, Alt- und Neu-Wilren, sowie Elend.[2]